# 大野敏隆
大野 敏隆（おおの はるたか、1978年5月12日 - ）は、埼玉県生まれ、群馬県育ちの元プロサッカー選手。ポジションはMF。

## 来歴
1997年に前橋商業高校から柏レイソルに入団。ユース代表では中村俊輔とともに"W司令塔"とよばれチームの中心であった。柏では3年目から背番号10を与えられ、卓越したテクニックとパスワークで、長くチームの主力選手として活躍した。柏が初タイトルを獲得した1999年のヤマザキナビスコカップ決勝の鹿島アントラーズ戦では先制ゴールをあげた。
2003年6月より京都パープルサンガに期限付き移籍。2004年には名古屋グランパスエイトに期限付き移籍。契約期間は2004年2月から翌年1月までだったが、2004年9月1日付で柏に復帰。降格危機の柏に呼び戻され、J1・J2入れ替え戦でもゴールを決めJ1残留に貢献した。
だが2005年は入れ替え戦に敗れ柏はJ2降格。大野は、柏でコーチを務めたラモス瑠偉が新監督に就任した東京ヴェルディ1969へ完全移籍。2006年は新入団選手としては異例の主将に指名された。だが、6月21日の第23節ヴィッセル神戸戦で腰部に痛みを訴え途中交代。外傷性腰部椎間板ヘルニアと診断され同月30日に手術を受けた。第44節古巣の柏戦で復帰するがベストコンディションにはほど遠く、結局その後試合に出場することなくシーズンを終えた。
2007年は前年の怪我の影響があり、途中交代や欠場する試合が多かったものの、主将としてチームを引っ張り、J1復帰に貢献した。
2008年、東京VのJ1昇格に伴い、柱谷哲二が監督に昇格。前年自身が欠場している際にほとんどの試合でキャプテンマークを巻いていた服部年宏が主将を継ぎ、開幕当初はベンチを温める日々が続いていた。しかし、チームのシステム変更に伴い出場機会を得てからは、スタメンで試合に出場していた。8月18日に都内の病院にて腰部椎間板ヘルニアの手術を行い、全治3ヶ月であることが発表された。シーズン終盤に復帰したもののチームはJ2に降格、大野も2008年限りでの退団が発表された。
元所属クラブなどから公式発表はなかったが、2010年3月15日付の『桐生タイムス』に大野がサッカースクールを開設するという記事が掲載され、引退した事が判明している。
2017年現在は、自身のサッカークラブチームにて、ジュニア、ジュニアユースの指導者として活動している。

## 所属クラブ
ユース経歴
- 1989年- 1990年 前橋ジュニア (玉村町立中央小学校)
- 1991年 - 1993年 南橘中学校[1]
- 1994年 - 1996年 前橋商業高校[1]

プロ経歴
- 1997年 - 2005年 柏レイソル
  - 2003年6月 - 2004年1月 京都パープルサンガ (期限付き移籍)
  - 2004年2月 - 同年8月 名古屋グランパスエイト (期限付き移籍)
- 2006年 - 2008年 東京ヴェルディ1969/東京ヴェルディ

## 個人成績
| 国内大会個人成績 | 国内大会個人成績 | 国内大会個人成績 | 国内大会個人成績 | 国内大会個人成績 | 国内大会個人成績 | 国内大会個人成績 | 国内大会個人成績 | 国内大会個人成績 | 国内大会個人成績 | 国内大会個人成績 | 国内大会個人成績 |
| 年度             | クラブ           | 背番号           | リーグ           | リーグ戦         | リーグ戦         | リーグ杯         | リーグ杯         | オープン杯       | オープン杯       | 期間通算         | 期間通算         |
| 年度             | クラブ           | 背番号           | リーグ           | 出場             | 得点             | 出場             | 得点             | 出場             | 得点             | 出場             | 得点             |
| 日本             | 日本             | 日本             | 日本             | リーグ戦         | リーグ戦         | リーグ杯         | リーグ杯         | 天皇杯           | 天皇杯           | 期間通算         | 期間通算         |
| ---------------- | ---------------- | ---------------- | ---------------- | ---------------- | ---------------- | ---------------- | ---------------- | ---------------- | ---------------- | ---------------- | ---------------- |
| 1997             | 柏               | 24               | J                | 7                | 0                | 0                | 0                | 0                | 0                | 7                | 0                |
| 1998             | 柏               | 13               | J                | 28               | 2                | 2                | 0                | 0                | 0                | 30               | 2                |
| 1999             | 柏               | 10               | J1               | 12               | 1                | 8                | 1                | 3                | 1                | 23               | 3                |
| 2000             | 柏               | 10               | J1               | 27               | 4                | 2                | 1                | 2                | 0                | 31               | 5                |
| 2001             | 柏               | 10               | J1               | 26               | 9                | 3                | 0                | 1                | 1                | 30               | 10               |
| 2002             | 柏               | 10               | J1               | 22               | 2                | 6                | 2                | 0                | 0                | 28               | 4                |
| 2003             | 柏               | 10               | J1               | 3                | 0                | 1                | 0                | -                | -                | 4                | 0                |
| 2003             | 京都             | 31               | J1               | 12               | 0                | 1                | 0                | 1                | 0                | 14               | 0                |
| 2004             | 名古屋           | 11               | J1               | 10               | 0                | 4                | 0                | -                | -                | 14               | 0                |
| 2004             | 柏               | 14               | J1               | 12               | 0                | 0                | 0                | 0                | 0                | 12               | 0                |
| 2005             | 柏               | 14               | J1               | 18               | 1                | 5                | 1                | 2                | 0                | 25               | 2                |
| 2006             | 東京V            | 11               | J2               | 21               | 3                | -                | -                | 0                | 0                | 21               | 3                |
| 2007             | 東京V            | 11               | J2               | 34               | 3                | -                | -                | 0                | 0                | 34               | 3                |
| 2008             | 東京V            | 11               | J1               | 15               | 0                | 4                | 0                | 0                | 0                | 19               | 0                |
| 通算             | 日本             | 日本             | J1               | 192              | 19               | 41               | 6                | 11               | 2                | 244              | 27               |
| 通算             | 日本             | 日本             | J2               | 55               | 6                | -                | -                | 0                | 0                | 55               | 6                |
| 総通算           | 総通算           | 総通算           | 総通算           | 247              | 25               | 41               | 6                | 11               | 2                | 299              | 33               |

その他の公式戦
- 2004年
  - J1・J2入れ替え戦 2試合1得点
- 2005年
  - J1・J2入れ替え戦 2試合0得点

| 国際大会個人成績 | 国際大会個人成績 | 国際大会個人成績 | 国際大会個人成績 | 国際大会個人成績 |
| 年度             | クラブ           | 背番号           | 出場             | 得点             |
| AFC              | AFC              | AFC              | ACL              | ACL              |
| ---------------- | ---------------- | ---------------- | ---------------- | ---------------- |
| 2006             | 東京V            | 11               | 2                | 0                |
| 通算             | AFC              | AFC              | 2                | 0                |

- Jリーグ初出場 - 1997年7月9日 J 1stステージ 第14節 対京都パープルサンガ戦[1]
- Jリーグ初得点 - 1998年4月4日 J 1stステージ 第4節 対清水エスパルス戦[1]

## 代表歴
- U-19日本代表
- 日本高校選抜
  - 1996年 スイス・ベリンツォーナ国際ユースサッカー大会（イタリア語版） (優勝)
- U-20日本代表
  - 1997年 FIFAワールドユース選手権マレーシア大会 (ベスト8)
- U-23日本代表候補[9]
- 日本代表候補[10][11][12][13]

## タイトル
- 1993年 - 南橘中学校
  - 第24回全国中学校サッカー大会 (得点王)
- 1999年 - 柏レイソル
  - ヤマザキナビスコカップ (優勝)